# Município Tchikala-Tcholohanga
Município Tchikala-Tcholohanga är en kommun i Angola.   Den ligger i provinsen Huambo, i den centrala delen av landet, 500 km sydost om huvudstaden Luanda.
I omgivningarna runt Município Tchikala-Tcholohanga växer huvudsakligen savannskog. Runt Município Tchikala-Tcholohanga är det ganska tätbefolkat, med 67 invånare per kvadratkilometer.